# Arbeitsgericht Ansbach
Das Arbeitsgericht Ansbach war ein bayerisches Arbeitsgericht mit Sitz in Ansbach.

## Geschichte
Gemäß Arbeitsgerichtsgesetz vom 23. Dezember 1926 wurden in Deutschland Arbeitsgerichte gebildet. Diese waren nur in der ersten Instanz organisatorisch selbstständige Gerichte, die Landesarbeitsgerichte waren den Landgerichten zugeordnet. Am Landgericht Ansbach entstand so 1927 das Landesarbeitsgericht Ansbach als eines von 23 Landesarbeitsgerichten in Bayern. In Ansbach entstand das Arbeitsgericht Ansbach als eines von fünf Arbeitsgerichten des Landesarbeitsgerichts. Sein Sprengel umfasste die Gerichtsbezirke der Amtsgerichte Ansbach und Feuchtwangen. Es bestand eine allgemeine Kammer für Arbeiter und Angestellte und eine Kammer für das Handwerk.
Bereits 1929 wurde die Zahl der Arbeitsgerichte deutlich reduziert. Das Landesarbeitsgericht Amberg wurde zum 1. Januar 1930 aufgehoben und das Arbeitsgericht Ansbach kam zum Landesarbeitsgericht Nürnberg.
Nach der Besetzung Deutschlands durch die Alliierten wurden 1945 zunächst alle Gerichte geschlossen. Die ordentlichen Gerichte wurden schon bald wieder eröffnet, während die Arbeitsgerichte zunächst nicht wieder eingerichtet wurden, so dass arbeitsgerichtliche Streitigkeiten von den ordentlichen Gerichten erledigt werden mussten. Gemäß Kontrollratsgesetz 21 vom 30. März 1946 sollten in Deutschland Arbeitsgerichte aufgebaut werden. Mit dem bayerischen Vollzugsgesetz vom 6. Dezember 1946 richtete das Staatsministerium für Arbeit und Sozialordnung am 30. Januar 1947 die Arbeitsgerichte wieder ein. Das Arbeitsgericht Ansbach entstand dabei nicht neu. Stattdessen wurde eine Zweigstelle Ansbach des Arbeitsgerichts Nürnberg eingerichtet. Zum 7. Februar 1962 wurde diese aufgehoben und angeordnet, dass das Arbeitsgericht Nürnberg Gerichtstage in Ansbach halten solle.